# Библив, Виталина Николаевна
Виталина Николаевна Библив (укр. Біблів Віталіна Миколаївна; род. 15 октября 1980, Васильков, Киевская область, УССР) — украинская актриса театра, кино и телевидения. Обладательница Национальной премии «Золотая юла» (2019), заслуженная артистка Украины (2020).

## Биография
Виталина Библив родилась 15 октября 1980 года в городе Васильков Киевской области.
С выбором актёрской профессии помогла школьная учительница Инна Пушкарёва. На День учителя в девятом классе Виталине поручили сделать пародию на Верку Сердючку. Хотя она сомневалась, учительница верила в её харизматичность.
После школы Виталина училась в училище культуры. В интервью отмечает, что со школы мечтала быть клоуном и работать в цирке. К тому времени эстрадно-цирковое образование можно было получить только в училище, а Виталина стремилась получить высшее образование. В 2003 году окончила Киевский театральный институт им. Карпенко-Карого (мастерская Леся Танюка).
В 2003—2004 годах — актриса Киевского театра «Свободная сцена». С 2003 по 2008 годы работала актрисой Киевского театра «Ателье 16». С 2008 года — в Киевском академическом театре «Золотые Ворота», при этом сотрудничает с Киевским академическим Молодым театром, продюсерским агентством «ТЕ-АРТ». В 2015 году Виталина Библив стала театральным открытием, сыграв роль Славы в спектакле «Сталкеры» Стаса Жиркова.
Дебют в кинематографе состоялся в 2004-м — маленькая роль в сериале «Любовь слепая» Николая Кафтана. Особое внимание критики обращают на фильм «Песня песен» режиссёра Евы Нейман, где Виталина сыграла еврейскую маму. Лента была признана лучшим фильмом Европы (2012), лучшим фильмом международного и внутреннего конкурса Одесского международного кинофестиваля (2015).
В 2009 году была названной одной из 20 лучших актрис Украины.
Преподаёт в Киевском колледже культуры и искусств.
Живёт и работает в Киеве.

## Роли в театре
Театр «Ателье 16»
- «Трёхгрошовая опера» Б. Брехта — Серия Пичем
- «Стеклянный зверинец» Т. Уильяма — Лаура
- «Яйцо лошади» по пьесе «Виктор, или дети у власти» Роже Витрака — Тереза Мано
- «Тот, кто с неба упал», детский мюзикл по мотивам украинских народных сказок — Буханочка
- «Как важно быть серьёзным» О. Уайльда — Мисс Призм
- «Ожидая Годо (мужчины ожидания)» С. Бекета — Оркестр
- «Ожидая Годо (женские ожидания)» С. Бекета — Поззо
- «Ромео и Джульетта» В. Шекспира — кормилица
- «Самоубийца» М. Эрдман — Серафима Ильинична

Киевский академический театр «Золотые ворота»
- 2015 — «Ощущение за стеной» Анны Яблонской; реж. Стас Жирков
- 2015 — «Сталкеры» Павла Арье; реж. Стас Жирков — Славка (копродукции театра «Золотые ворота» и Киевский академический Молодой театр)
- 2016 — «Слава героям» П. Арье; реж. Стас Жирков
- 2016 — «Причудливые игрушки на крыше „по мотивам“ легких шагов» Вениамина Каверина; реж. Дмитрий Гусаков
- 2017 — «КостяКатяМамаЧай» Тамары Труновой; реж. Тетяна Губрій — мама Кати
- 2017 — «Цвета» Павла Арье; реж. В. Белозоренко — Фиолетовая
- 2017 — «Папа, ты меня любил?» по пьесе «Тихий шорох исчезающих шагов» Дмитрия Богославского; реж. Стас Жирков
- 2018 — «Фрекен Юлия» Августа Стриндберга; реж. Иван Урывский — Фрекен Юлия
- 2019 — «Бери от жизни всё» Руслана Горового и папаши Бо; реж. Тетяна Губрій
- 2020 — «Семья патологоанатома Людмилы» Павла Арье; реж. Елена Апчел
- 2021, 13 марта — моноспектакль «Белка, прожившая 100 лет» Олега Михайлова; реж. Стас Жирков

Продюсерское агентство « ТЕ-АРТ»
- 2016 — «Иллюзии» Ивана Вырыпаева; реж. Стас Жирков
- 2017 — «Хаос. Женщины на грани нервного срыва» Мика Мюллюахо; реж. Максим Голенко
- 2020, 31 октября «преданные жены» власти Ольховской; реж. Тетяна Губрій

Другие театры
- «Дон Жуан» Мольера; реж. Станислав Моисеев — Матюрина (Киевский академический Молодой театр)
- 2015 — «Котёл» Марии Старожицкой; реж. Евгений Степаненко (мультимедийное представление в кинотеатр «Кинопанорама»)
- 2017 — «Как потратить миллион, которого нет» по мотивам книги «Как потратить миллион, которого нет и другие истории еврейского мальчика» Гарика Корогодского; реж. Тихон Тихомиров (антреприза, Киев)
- 2019 — «По семейным обстоятельствам» Рэя Куни; реж. Вячеслав Жила (антреприза, г. Киев)
- 2019 — «Дон Жуан» модерновый микс Марины Смилянец; реж. Максим Голенко (Киевский академический театр «Актёр»)

## Фильмография
- 2004 — Любовь слепая — Эпизод
- 2005 — Спасибо за все — Молодая акушерка
- 2005 «Миф об идеальном мужчине» Насти
- 2005—2006 — Леся+Рома (сериал) — эпизод
- 2006 — Возвращение Мухтара-3 (85-я серия «Маркиз и сад») — няня
- 2006 — Девять жизней Нестора Махно — эпизод
- 2006 — Дедушка моей мечты 2 — домработница
- 2006 — Дурдом — эпизод
- 2006 — Осторожно, блондинки! — эпизод
- 2006 — Утиосов, песня на всю жизнь — медсестра
- 2006—2007 — Ангел-хранитель (сериал) — Агата, журналистка
- 2007 — Арфа для любимой — методист
- 2007 — Возвращение Мухтара-4 (57-я серия «Красивый финал») — Козлова
- 2007 — Деньги для дочери — Валентина
- 2007 — Знак судьбы — эпизод
- 2007 — Прощёное воскресенье — Людка
- 2007—2011 — В поисках истины
- 2008 — Моя дочь
- 2008 — Красный лотос — Жанна, жена Дмитрия
- 2008 — Голубые, как морские глаза — жена Тимура
- 2008 — Служанка трёх мастеров — Наташа
- 2008 — Таинственный остров — Вачтерка
- 2009 — Лёд в кофейной гуще — актриса
- 2009 — Акула — Валя, медсестра в специальном приёме
- 2009 — Блудные дети — Людмила Николаевна, педагог
- 2009 — Возвращение Мухтара-5 (48-я серия «Деньги не пахнут») — сотрудник валютной биржи
- 2009 — Легенды колдовской любви — эпизод
- 2009 — Мелодия для Катерины — гравировка на станке
- 2009 — Мудаки. Арабески
- 2009 — Windows — продавец в аптеке
- 2009 — Осенние цветы — Электропроводка
- 2009 — По закону — Муравей (21-я серия «Смерть юбилея») — Мурашкин
- 2009 Похищение Богини — Макияж
- 2009 — Сваты-2 (сериал) — цветовод
- 2009 — Жизнь капитана Черняева — эпизод (нет в титрах)
- 2009 — Без суда и следствия
- 2009 — Тупик
- 2010 — Вера. Надежда. Любовь — Валя, медсестра
- 2010 — Война закончилась вчера — Манка
- 2010 — Соседи — Маша, дочь Радмилы
- 2010 — Улыбайтесь, когда плачут звёзды
- 2010 — Конченая
- 2011 — Бабье лето — доярка
- 2011 — Баллада о бомбардировщике — эпизод
- 2011 — Дедушка — кассир
- 2011 — Дом с башней — кудрявая женщина
- 2011 — Возвращение Мухтара-7 (55-я серия «Под шапкой») — Ольга Николаевна Мурзинцева, домработница Петрушкиной
- 2011 — Donut Luca — деревенская девушка (не указана в титрах)
- 2011 — Последнее дело Казановы — Павлова, лейтенант Государственной налоговой службы (не указан в титрах)
- 2011 — Семь вёрст к небу — Лида, портниха
- 2011 — Срочно ищу мужчину — сотрудница Центрального адресного бюро
- 2011 — Я тебя никогда не забуду — Валя, почтальон
- 2012 — Матч — эпизод
- 2012 — Байки Митяя — Аня Птичница
- 2012 — Остров ненужных людей — Вики, подруга Лизы
- 2012 — Украина, до свидания! Без ГМО (короткий)
- 2012 Невестка генерала — Клава
- 2012 — Джамайка — повар в колонии
- 2012 — Дорога к пустоте — Раиса Андреевна, сберегательник
- 2012 — Женский доктор (сериал) — Вита Игоревна Полупанова, старшая акушерка
- 2012 — Защитник — Тамара, дачник
- 2012 — Лист ожидания — Варя, медсестра
- 2012 — Я люблю, потому что я люблю — Люси, продавщица
- 2012 — Любовник для Люси — Снегурочка
- 2012 — Любовь с оружием — Инна, психолог
- 2012 — Тупой — Маша
- 2012 — Одесса-мама — Анжела, жена Арнольда
- 2012 — Полёт бабочки — Горничная
- 2012 — Порох и фракция (Фильм 6 «Серая мышь») — медсестра
- 2012 — Roll-Field
- 2013 — Страсти по Чапаю — эпизод
- 2013 — Двойная жизнь — медсестра
- 2013 — Стюард — Белка, цветовод
- 2013 — Женский доктор—2 (сериал) — Вита Игоревна Полупанова, старшая акушерка
- 2013 — Любовь с испытательным сроком — Лиза, библиотекарь
- 2013 — Бабочки (мини-сериал) — Нина, фельдшер
- 2013 — Одинокие сердца — Ирина
- 2013 — Развод соседей — Танечка
- 2013 — Отпуск для проживания — Оксана, подруга Ульяны
- 2013 — Начальник полиции — Зина
- 2013 — Шулер — Курыбко, лидер
- 2013 — Я буду ждать тебя всегда — Dusy
- 2014 — Ботман Чайка
- 2014 — Поддубный — сестра Ивана Поддубного
- 2014 — Братские узы — Таня, медсестра
- 2014 — Всё вернется — работник ЗАГСа
- 2014 — Давай поцелуемся — незнакомка
- 2014 — Прощай, мальчики — Маша, жена Зайцева
- 2014 — Пляж — Зоя, продавщица пирогов
- 2014 — Пой в мгновение — Олечка, медсестра
- 2014 — Пока спит деревня — Баба-1
- 2014 — Чарли — медсестра
- 2015 — Возвращайся—Поговорим — кассир
- 2015 — Офицерские жёны — Глаша
- 2015 — Песнь песней — мать Шимека
- 2015 — Слуга народа (сериал) — Мила, жена Скорика
- 2015 — Это любовь — тамада
- 2015 — Poor People
- 2016 — Добро пожаловать на Канары — дорогая медсестра
- 2016 — Никонов и Ко — Лариса Новикова
- 2016 — Экспресс-командировка — Таня
- 2016 — На линии жизни — Яна, медсестра
- 2016 — Толкатели — Ирина Марушева
- 2016 — Ведущая (сериал) — Валя, ведущая авторесторана
- 2016 — Центральная больница — Вера Началова, жена Владимира
- 2017 — Вверх ногами
- 2017 — Вторая жизнь Евы — Татьяна
- 2017 — Женский доктор—3 (сериал) — Вита Игоревна Полупанова, жена Квитко
- 2017 — Линия света — Тамара
- 2017 — Рассвет придёт — Маргарита Петровна Степанова (Королева Марго), надзирательница
- 2017 — Слуга народа — 2. От любви к импичменту (сериал) — Мила, жена Скорика
- 2017 — Специалисты — Совет, Секретарь
- 2017 — Знай наши
- 2017 — Первая ночь — Фаина Захаровна (короткометражный)
- 2018 — Два берега надежды — Зинаида Курбатова, жена Фёдора, мать близнецов
- 2018 — Две матери (сериал) — Галина Полторак, мама Зои и Сергея
- 2018 — Зайнка (короткометражный)
- 2018 — Год в долгах! — эпизод
- 2018 — Домик на счастье — Люба
- 2018 — Ворота — Слава, дочь бабы Приси
- 2019 — 11 детей из Моршина — уборщица в ТЦ
- 2019 — Чужая жизнь (сериал) — эпизод
- 2019 — Маршруты судьбы
- 2019 — Черкассы — мать Мышь
- 2019 — Домик на счастье—2 — Люба
- 2019 — Женский доктор—4 (сериал) — Вита Игоревна Полупанова, жена Квитко
- 2019 — Встреча одноклассников — Ирка
- 2019 — Семья на год — Ширма Светлана Юрьевна, офицер ОПЕК
- 2019 — Выжить любой ценой (сериал) — Галина Фёдоровна, свекровь
- 2019 — Медфак
- 2020 — Папаньки-2 — руководитель ОСМД
- 2020 — Женский доктор—5 (сериал) — Вита Игоровна Полупанова, цветочница
- 2020 — Страдай немного
- 2021 — Мёртвые лилии — Галина
- 2021 — Янтарные копы
- 2021 — Люся Интерн — Нина Рожок
- 2021 — Дом счастья. Время Бурбонов — Люба
- 2021 — Доктор Надежда
- 2022 — Домик на счастье — 3 — Люба
- 2022 — Дом Бобринский — Ольга Николаевна Онуфриева
- 2022 — Надежда
- 2023 — Успеть до 30— мама Фимы
- 2023 — Две сестры — Надежда

### Дубляж и озвучка
- 1950 — Золушка — Дриселла (переозвучка)
- 2015 — Мысли наизнанку — Грусть
- 2015 — The Perfect Voice 2 — (Белла) Корова (Толстая) Эми (Патрисия) (играет Ребел Уилсон)
- 2016 — В активном поиске — Робин, соавтор Элис (играет Ребел Уилсон)
- 2019 — Отчаянные мошенники — Лонни (в исполнении Ребела Уилсона)
- 2019 — Кошки — Гениашвендии (играет Ребел Уилсон)
- 2020 — Соник — ёжик Соник

## Награды и номинации
- 2016 — Номинация на театральную премию «Киевская пектораль» в номинации «Лучшая постановка актрисы второго плана» за роль в спектакле «Сталкеры»
- 2019 — Победа в IV Театральной премии «Зеркало сцены» (газета «Зеркало недели. Украина») в номинации «Актерская харизма» за роль в спектакле «Фрекен Юлия», театр «Золотые ворота»
- 2019 — Национальная кинопремия «Золотая дзига». За лучшую женскую роль второго плана (роль Славки в «Воротах»)
- 2020 — Заслуженный артист Украины.